# Fontcouverte-la-Toussuire
Fontcouverte-la Toussuire é uma comuna francesa localizada no departamento de Saboia, na região de Auvérnia-Ródano-Alpes. População de 504 habitantes e 21,52 km².